# Rufus & P
Rufus & P ist ein deutsches Musikduo.

## Geschichte
Rufus Martin (* 24. November 1975 in Chicago, USA) ist ein in Deutschland lebender Musiker. Er nahm 2011 an der Castingshow X Factor teil und kam auf Platz 4. Heiko Rieger alias Music P ist ein Rapper und Produzent aus der Nähe von Rosenheim.
Ihre Single Good Morning erreichte 2014 für eine Woche Platz 96 der deutschen Charts.

## Diskografie
Singles
- 2014: Good Morning
- 2014: Coco Beach Prelude